# Elisa Badenes
Elisa Badenes (Valencia, 1992) è una danzatrice spagnola, prima ballerina del Balletto di Stoccarda dal 2013.

## Biografia
Nata a Valencia nel 1992, ha iniziato a studiare danza classica al Conservatorio Profesional de Danza de Valencia, per poi perfezionarsi per un anno alla Royal Ballet School grazie alla vittoria della borsa di studio del Prix de Lausanne nel 2008. Nel 2009 ha vinto la medaglia d'oro del Youth America Grand Prix ed è stata scritturata dal Balletto di Stoccarda, entrando poi ufficialmente nel corps de ballet l'anno successivo e venendo promossa al rango di prima ballerina della compagnia nella stagione 2013/2014. Nel 2023 è stata proclamata Kammertänzerin.
Con il balletto di Stoccarda ha danzato in un vasto repertorio che comprende tutti i maggiori ruoli femminili creati da John Cranko: Odette e Odile ne Il lago dei cigni, l'eponima protagonista in Giselle, Tat'jana in Onegin, Giulietta in Romeo e Giulietta e Caterina ne La bisbetica domata. Inoltre ha danzato in altri grandi ruoli del repertorio classico e neoclassico, tra cui Lise ne La fille mal gardée (Ashton), Kitri in Don Chisciotte (Guerra), Aurora ne La bella addormentata (Hadyée) ed Effi ne La Sylphide (Schaufuss/Bournonville). Ha inoltre danzato nelle prime mondiali de L'uccello di fuoco di Sidi Larbi Cherkaoui e della Salomè di Demis Volpi (nel ruolo della protagonista), oltre che in balletti di coreografi quali George Balanchine, Mauro Bigonzetti, William Forsythe, Kenneth MacMillan, Wayne McGregor e John Neumeier. 
Nel 2016 ha danzato come prima ballerina ospite con l'English National Ballet al London Coliseum, ballando come Giselle accanto all'Albrecht di Cesar Corrales nell'allestimento di Mary Skeaping. Nel 2019 ha danzato con Roberto Bolle nel "Grand Pas De Deux" di Christian Spuck in Danza con me su Rai 1, mentre nel 2024 ha interpretato la ballerina Marcia Haydée nel film Cranko.

## Filmografia parziale
- Cranko, regia di Joachim Lang (2024)